# Caltoris bromus
Caltoris bromus is een vlinder uit de familie van de dikkopjes (Hesperiidae). De wetenschappelijke naam van de soort is voor het eerst geldig gepubliceerd in 1844 door John Henry Leech.